# Cornelius Galle den äldre
Cornelius Galle (den äldre, för att skilja honom från sonen och sonsonen), född 1576, död 29 mars 1650, var en belgisk kopparstickare. Han var son till Philip Galle och bror till Dirick Galle.
Cornelius Galle var familjens mest berömda medlem. Efter en mångårig vistelse i Italien där han arbetade efter Rafael, Tizian, Guido Reni med flera, återvände han till Antwerpen och utvidgade förlagsrörelsen 1610. Tillsammans med brodern Dirick var Cornelius Rubens främste kopparstickare, men deras stil visade sig senare för kärv för Rubens manér.
Cornelius Galles son och sonson med samma namn fortsatte senare familjens förlagsverksamhet fram till 1600-talets slut.